# ديك باريت (لاعب كرة قاعدة)
ديك باريت (بالإنجليزية: Dick Barrett)‏ هو لاعب كرة قاعدة أمريكي، ولد في 28 سبتمبر 1906 في مونتورسفيل في الولايات المتحدة، وتوفي في 30 أكتوبر 1966 في سياتل في الولايات المتحدة.

## وصلات خارجية
- ديك باريت على موقع دوري كرة القاعدة الرئيسي (الإنجليزية)
- ديك باريت على موقعبيزبول رفرنس.كوم (الدوري الرئيسي) (الإنجليزية)
- ديك باريت على موقعبيزبول رفرنس.كوم (الدوري الثانوي) (الإنجليزية)
- ديك باريت على موقع جمعية أبحاث البيسبول الأمريكية (الإنجليزية)
- ديك باريت على موقع مشجعي الرسوم البيانية (الإنجليزية)